# Moraro
Moraro (furlansko Morâr) je naselje in občina s 700 prebivalci v italijanski deželi Furlanija - Julijska krajina. 

## Zgodovina in zemljepis
Moraro ima kmečko tradicijo, ki ga uvršča med podeželske občine južnega Posočja. Občina nima obsežnega ozemlja, vendar pa povzema značilnosti furlanskega podeželja.

## Prebivalstvo

### Jeziki
Morarčani poleg italijanščine uporabljajo tudi furlanščino. Furlanščina, ki se govori v Moraru, je ena od različic goriške furlanščine (vzhodne furlanščine).